# Simetrična vodonična veza
Simetrična vodonična veza je specijalni tip vodonične veze u kojoj se proton nalazi na polovini rastojanja između dva identična atoma. Jačna veze sa svakim od tih atoma je jednaka. Simetrična vodonična veza je primer četvoroelektronske tricentarske veze. Ovaj tip veze je mnogo jači od "normalnih" vodoničnih veza, zapravo, njegova jačina je uporediva sa kovalentnom vezom. 
Simetrična vodonična veza se javlja u ledu u prisustvu visokog pritiska, kao i u čvrstoj fazi mnogih anhidratnih kiselina, kao što su fluorovodonična kiselina i mravlja kiselina na visokom pristisku. Takođe je zapažena kod bifluoridnog jona []−. Znatni napori su uloženi u nalaženje kvantno-mehaničkog objašnjenja za postojanje ovog tipa veze, jer ona krši pravilo okteta prve ljuske: proton je efektivno okružen sa četiri elektrona. Zbog ovog problema, neki je smatraju jonskom vezom.